# Saint-Maxent
Saint-Maxent is een gemeente in het Franse departement Somme (regio Hauts-de-France) en telt 393 inwoners (2018). De plaats maakt deel uit van het arrondissement Abbeville.

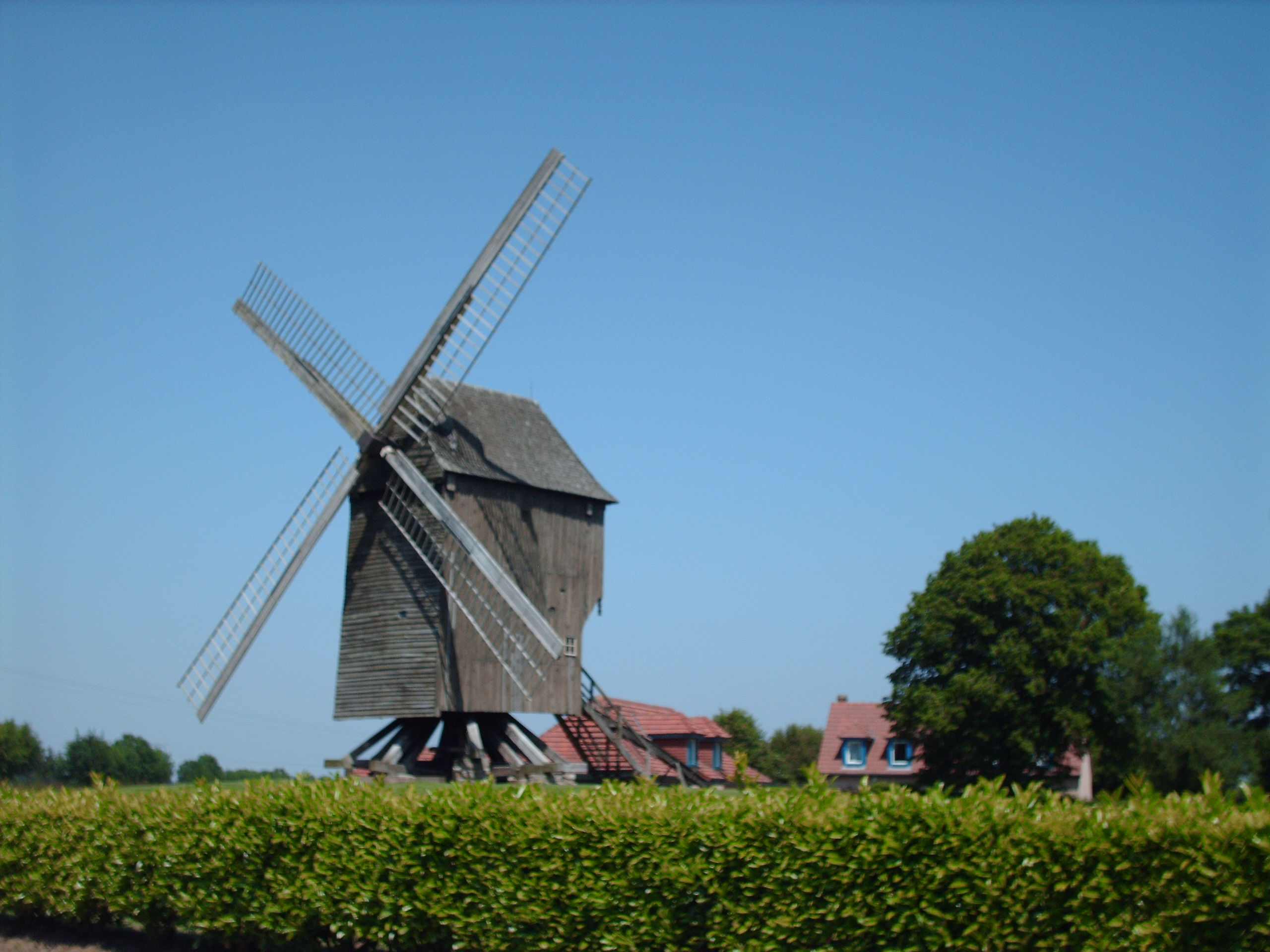
Molen van Saint-Maxent
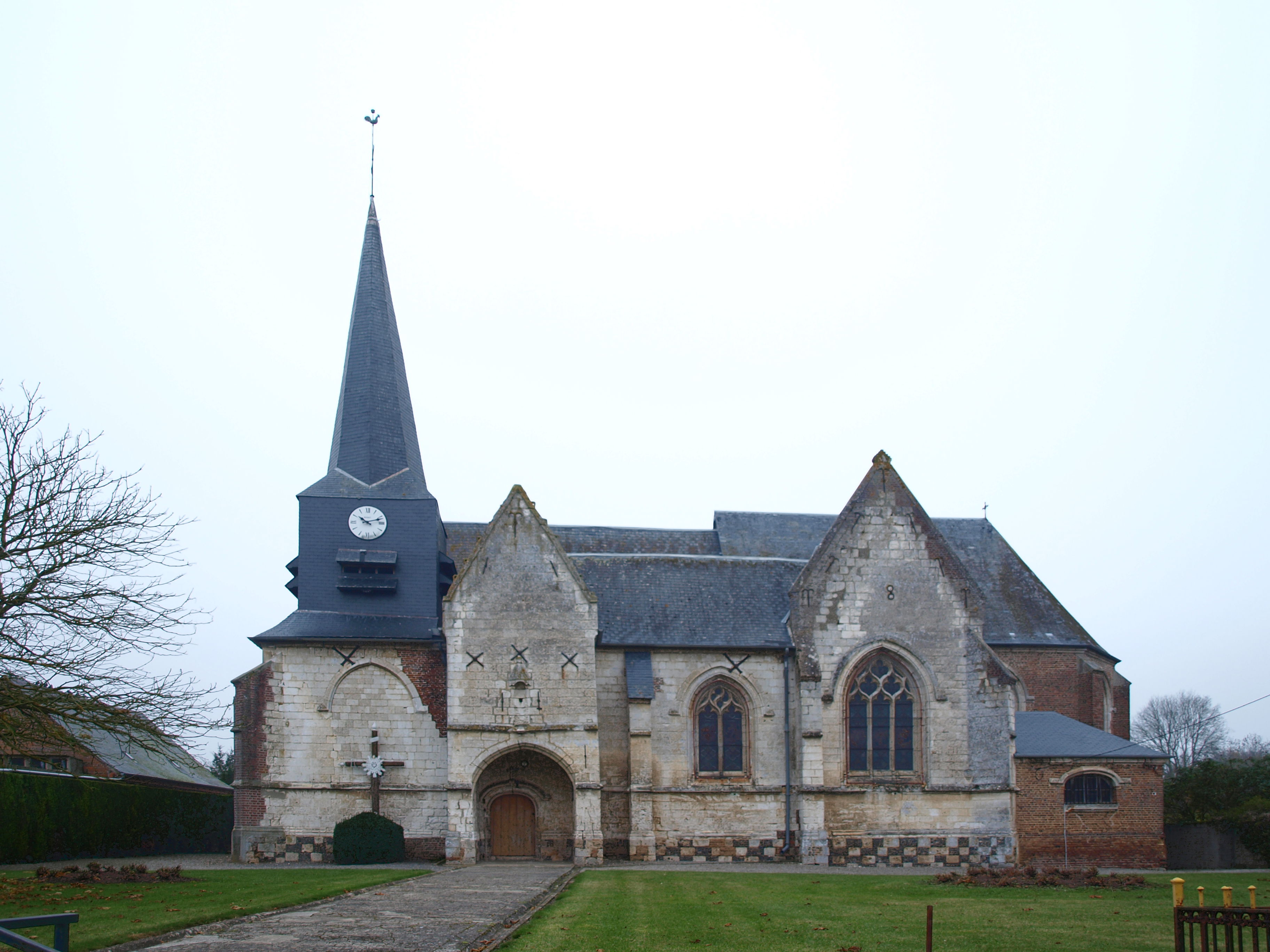
Kerk van Saint-Maxent

## Geografie
De oppervlakte van Saint-Maxent bedraagt 6,4 km², de bevolkingsdichtheid is 62 inwoners per km².
De onderstaande kaart toont de ligging van Saint-Maxent met de belangrijkste infrastructuur en aangrenzende gemeenten.

## Demografie
Onderstaande figuur toont het verloop van het inwonertal (bron: INSEE-tellingen).